# Strada statale 35 dei Giovi
La strada statale 35 dei Giovi (SS 35) è una strada statale italiana che collega Genova e la Riviera Ligure con Como e il Canton Ticino, passando per Pavia e Milano. La strada ha inizio a Genova nel quartiere di Sampierdarena, dove costituisce un'importante arteria di attraversamento urbano con le vie Reti e Fillak, per poi terminare a Como, più precisamente alla Dogana di Ponte Chiasso, sul confine con la Svizzera. Tra Tortona e Casteggio la SS 35 è in comune con la strada statale 10, mentre il tratto Milano-Cermenate è una Superstrada, realizzata intorno agli anni sessanta nota con il nome di Superstrada Milano-Meda.

## Storia
La strada statale 35 dei Giovi venne istituita nel 1928 con il seguente percorso: «Da Genova per Ronco Scrivia - Serravalle a Tortona con diramazione da Serravalle a Spinetta presso Alessandria e da Casteggio per Pavia - Milano - Asnago - Como al confine svizzero verso Chiasso».
In seguito al decreto legislativo n. 112 del 1998, dal 2001, la gestione è passata dall'ANAS alla Regione Liguria, alla Regione Piemonte e alla Regione Lombardia, che hanno ulteriormente devoluto le competenze alle rispettive province, non essendoci in queste regioni la classificazione di strada regionale.
Nel 2018 la tratta ligure della strada è stata nuovamente inserita nella rete viaria di interesse nazionale, ripristinandone pertanto la classificazione di strada statale. Nel 2021, anche la tratta piemontese e una discreta parte della tratta lombarda sono tornate sotto la giurisdizione ANAS, riassumendo pure in questo caso la classificazione di strada statale.
Nel territorio milanese la strada ricalca due storiche arterie: nel tratto a settentrione infatti la strada esisteva già nel medioevo come asse portante delle comunicazioni del Ducato di Milano, dove era conosciuta come strada di Dergano, poi divenuta in epoca moderna Via Comasina.

## Percorso

### Il tratto appenninico (da Genova a Tortona)
Il tratto appenninico della SS 35 ha inizio a Genova, nel quartiere Sampierdarena, dove costituisce le vie urbane Reti e Fillak. Prosegue nei quartieri della Val Polcevera (Rivarolo, Bolzaneto e Pontedecimo), rimanendo sulla sinistra idrografica dell'omonimo torrente e assumendo di volta in volta varie denominazioni toponomastiche locali.

A Pontedecimo, ultimo centro abitato che fa capo al comune di Genova, con percorso che inizia a farsi tortuoso, risale la valle del Riccò, affluente del Polcevera. Mantenendosi sulla sua sponda destra giunge a Mignanego, situato a 150 metri slm, dove inizia la salita verso il Passo dei Giovi (472 m), uno dei valichi più bassi della dorsale appenninica settentrionale e spartiacque tra il bacino del Po e il Mar Ligure. La salita al valico è caratterizzata da sede stradale di media larghezza e pendenze a tratti abbastanza accentuate.
Dal passo inizia la discesa verso Busalla, nella valle del fiume Scrivia, ove si stacca sulla destra la ex SS 226 che si collega alla SS 45 a Laccio. Oltre Busalla la strada segue il corso del fiume, mantenendosi sempre presso la sua sponda destra e seguendone il percorso, con un tracciato sovente tortuoso.

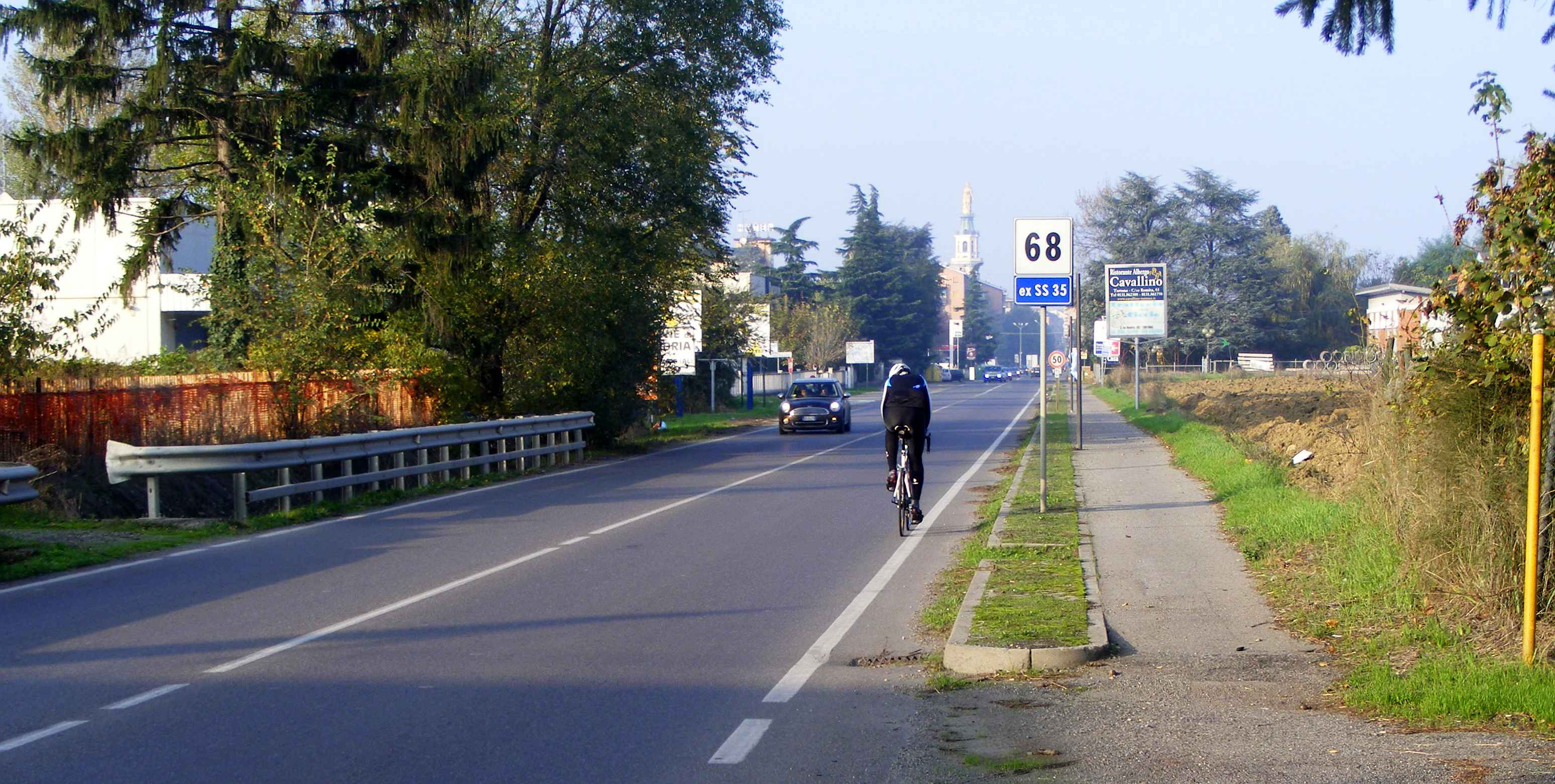
L'ingresso in Tortona

I centri attraversati sono Ronco Scrivia e Isola del Cantone; presso una frazione di quest'ultimo, Pietrabissara, si entra in territorio alessandrino, dove si toccano i centri di Arquata Scrivia e Serravalle Scrivia, allo sbocco della valle nella Pianura Padana. Qui termina il tratto propriamente appenninico.
A Serravalle ha inizio una diramazione (SS 35 bis) diretta a Novi Ligure e quindi ad Alessandria; la direttrice principale invece prosegue verso nord, portandosi alla destra della Scrivia e costeggiando le colline; attraversa Cassano Spinola, Villalvernia e Castellar Ponzano, giungendo infine a Tortona ove confluisce nella SS 10 Padana Inferiore. L'abitato di Tortona è attualmente aggirato da una circonvallazione.
Tutto il tratto appenninico della SS 35 e il primo tronco pianeggiante sino a Tortona è a carreggiata unica. La strada corre pressoché parallela alla autostrada Milano-Serravalle-Genova con la quale ha 7 interconnessioni, ai caselli di Genova Bolzaneto, Busalla, Ronco Scrivia, Isola del Cantone, Vignole-Arquata, Serravalle Scrivia e Tortona. L'arteria a traffico veloce ha preso il posto della SS 35 ormai da molti anni negli itinerari automobilistici da Milano alle due riviere, liberando la statale dalla maggior parte del traffico pesante.

### Il tratto pavese (da Casteggio a Milano)

La SS35 con le attuali autostrade e le future (Autostrada Pedemontana Lombarda, Tangenziale Est Esterna di Milano e BreBeMi)

Da Tortona a Casteggio (Provincia di Pavia) il percorso della strada è interrotto, dato che queste due località sono collegate dalla strada statale 10 Padana Inferiore.
A Casteggio la SS 35 riprende il suo percorso passando per Casatisma e Bressana Bottarone prima di attraversare il Po al Ponte di Mezzana (comune di Bastida Pancarana); il primo comune attraversato a nord del grande fiume è Cava Manara, dopodiché la strada si dirige verso San Martino Siccomario e Pavia dove attraversa il Ticino presso il ponte della Libertà. Oggi l'attraversamento della città non è necessario in quanto esiste l'Autostrada A54 (tangenziale Ovest di Pavia) che si connette alla SS 35 in corrispondenza del bivio dell'ex SS 596 dei Cairoli, a sud, e appena fuori città, a nord; sempre nel capoluogo pavese confluiscono nella SS 35 anche la SS 526 dell'Esticino e la SS 617 Bronese, che collegano Pavia, rispettivamente, con Magenta e con Broni (la SS 617, nei suoi primi 7 km, costituisce le tangenziali nord ed est di Pavia).
Oltre l'allacciamento con la A54 la strada assume un andamento perfettamente rettilineo per diversi chilometri, seguendo il corso del Naviglio Pavese e passando per Borgarello, Certosa di Pavia e Vellezzo Bellini, ancora nella provincia di Pavia, e successivamente Casarile e Binasco, nella città metropolitana di Milano. Da Binasco cambia leggermente direzione, puntando direttamente alla metropoli lombarda ma mantenendosi comunque parallela al corso del Naviglio Pavese. 
La strada lambisce Zibido San Giacomo e poi attraversa Rozzano, in un ambiente per lo più urbanizzato e caratterizzato da vasti insediamenti industriali, passando sotto la tangenziale Ovest di Milano, alla quale è collegata da uno svincolo di accesso, ed entrando in Milano (Via Chiesa Rossa, Via Ascanio Sforza), attraversando il Lambro Meridionale e terminando idealmente alla Porta Ticinese.
Poco prima dell'ingresso nel centro, degno di nota è la Conca Fallata, a poca distanza dalla strada, in cui ancora sussiste lo storico manufatto mediante il quale il Naviglio Pavese può scavalcare il Lambro meridionale che scorre a un livello più basso.

### Superstrada Milano-Meda-Lentate
La strada continua a nord di Milano dirigendosi verso Como e il vicino confine elvetico: dopo Piazzale Maciachini, Dergano, Affori e Bruzzano, l'antico itinerario della statale, chiamato Via Comasina (attualmente sostituita da una strada moderna Viale Enrico Fermi, Viale Rubicone), oltrepassava il confine del comune per entrare nei centri urbani che costituiscono un'unica grande conurbazione fino a Como. L'enorme mole di traffico che insisteva su un siffatto tracciato ha portato a declassarlo come SP 44 e a sostituirlo, per il territorio provinciale milanese e monzese, con la Superstrada Milano-Meda-Lentate, per poi riprendere il percorso originario a Cermenate.
| STRADA STATALE 35 Superstrada Milano-Meda-Lentate |                                                                          |       |           |
| Tipologia                                         | Indicazione                                                              | km    | Provincia |
|                                                   | Milano Viale Enrico Fermi, Viale Rubicone                                | 127,0 | MI        |
|                                                   | Affori - Bruzzano Comasina                                               | 127,5 | MI        |
|                                                   | Cormano - Bresso A4 Torino-Venezia                                       | 128,5 | MI        |
|                                                   | Cormano - Cusano Milanino                                                | 130,5 | MI        |
|                                                   | Cormano - Bollate - Rho Paderno Dugnano                                  | 131,5 | MI        |
|                                                   | Tangenziale Nord                                                         | 132,5 | MI        |
|                                                   | Paderno Dugnano                                                          | 133,5 | MI        |
|                                                   | Incirano - Nova Milanese                                                 | 134,5 | MI        |
|                                                   | Palazzolo Milanese                                                       | 135,0 | MI        |
|                                                   | Varedo SS527 Monza-Saronno                                               | 136,5 | MB        |
|                                                   | Bovisio Masciago - Desio                                                 | 138,5 | MB        |
|                                                   | Binzago(Cesano Mderno sud)                                               | 139,5 | MB        |
|                                                   | Cesano Maderno centro Svincolo parziale funzionale al traffico milanese  | 140,0 | MB        |
|                                                   | Seveso-Cesano Maderno nord                                               | 141,0 | MB        |
|                                                   | Meda                                                                     | 143,0 | MB        |
|                                                   | Barlassina                                                               | 145,0 | MB        |
|                                                   | Lentate sul Seveso sud Svincolo parziale funzionale al traffico milanese | 145,5 | MB        |
|                                                   | A36 Autostrada Pedemontana                                               | 149,0 | MB        |
|                                                   | Lentate sul Seveso nord                                                  | 150,5 | MB        |
|                                                   | Cermenate - Como                                                         | 150,6 | CO        |

La Superstrada Milano-Meda-Lentate nacque negli anni sessanta sulla base di un progetto che voleva farne una variante alla spesso intasata Autostrada dei Laghi arrivando fino alla periferia di Como. Nell'ottobre 1967 viene aperta la prima tratta fra Milano e Varedo.
La successiva mancanza di gran parte dei fondi statali destinati a finanziare l'opera ne causò un brusco e inaspettato arresto quando i lavori erano giunti solo fino a Meda, per cui quella che avrebbe dovuto essere la Superstrada Milano-Como assunse invece il nome con cui oggi è nota. Fu solo in tempi più recenti che si pensò di dare all'arteria un senso compiuto prolungandola dapprima fino a Lentate sul Seveso negli anni ottanta, e poi fino a Cermenate negli anni novanta, in modo da usarla appunto come variante alla vecchia SS 35. L'ultimo prolungamento, avvenuto quando il territorio si era nel frattempo fortemente urbanizzato, comportò spese enormemente superiori rispetto al preventivo originario di trent'anni prima, nonché il congelamento di un'ulteriore proposta di estensione per poterla collegare alla tangenziale di Como.
La superstrada, lunga ufficialmente 22 km, è attualmente l'asse portante delle comunicazioni stradali nella Brianza assieme all'altra superstrada, la SS 36 Milano-Lecco-Colico. Dal 2001 la competenza è stata demandata dall'ANAS alle autorità provinciali, oggi rappresentate dalla città Metropolitana di Milano, dalla provincia di Monza e della Brianza e dalla provincia di Como; tranne il succitato tratto finale di 5 km, che per la sua complessità fu realizzato dalla sua attuale società di gestione Milano Serravalle - Milano Tangenziali. L'intero percorso presenta caratteristiche di strada a scorrimento veloce a carreggiata doppia con due corsie per ogni senso di marcia.
La superstrada si origina a Milano da Viale Enrico Fermi, proseguendo fino allo svincolo di interscambio di Cormano della A4 con due chilometri preliminari chiamati Viale Rubicone, classificati come strada urbana di scorrimento con limite di velocità a 70 km/h. Dallo svincolo di Cormano in poi è classificata come strada extraurbana principale con il limite di velocità fissato agli 80 km orari, ed è provvista di uscite numerate in modo progressivo come sulle tangenziali di Milano, cosa piuttosto insolita sulle autostrade e superstrade italiane.
La seconda parte del tracciato, dallo svincolo di Cesano Maderno in poi, sarà interessata nei prossimi anni dall'adeguamento agli standard autostradali e diventerà parte integrante della nuova autostrada Pedemontana Lombarda.

### Cermenate-Ponte Chiasso
A Cermenate la vecchia statale e la superstrada si congiungono: entrata in provincia di Como la statale dei Giovi tocca Vertemate con Minoprio, Fino Mornasco e Grandate, ormai alle porte di Como, della quale attraversa i sobborghi meridionali Rebbio e Camerlata (Via P. Paoli). Questa tratta fu interessata, fra il 1881 e il 1898, dalla presenza del binario della tranvia Como-Fino-Saronno. Il tratto tra Camerlata e il centro città, costruito in età napoleonica tra il 1806 e il 1808, prende appunto il nome di via Napoleona. 
La strada aggira quindi il Monte Croce, nel Parco della Spina Verde, la collina che sovrasta la città da ovest, e scende con percorso urbano (Via Napoleona) verso la città lariana che attraversa come Viale Roosevelt, Viale Innocenzo XI, Viale Masia e Via Borgovico; costeggia quindi sia pure leggermente a distanza il Lago di Como per un breve tratto, per poi dirigersi verso l'entroterra come Via Bellinzona. La strada giunge infine in località Ponte Chiasso, terminando alla dogana italiana; dopo la dogana svizzera, il percorso prosegue idealmente in territorio elvetico con il nome di strada principale 2.

## Strada Provinciale 35 dir dei Giovi
La ex strada statale 35 dir dei Giovi (SS 35 dir), ora strada provinciale ex strada statale 35 dir dei Giovi, è una strada provinciale italiana. Nel suo tracciato, interamente rettilineo, unisce la ex strada statale 35 dei Giovi con il monastero della Certosa di Pavia.

### Storia
La strada, già comunale, venne classificata fra le strade statali nel 1958.
In seguito al decreto legislativo n. 112 del 1998, dal 2001, la gestione è passata dall'ANAS alla Regione Lombardia, che ha ulteriormente devoluto le competenze alla Provincia di Pavia. Quest'ultima ha classificato la strada come provinciale (SP ex SS 35 dir).